# Joan Freeman (psycholog)
Joan Freeman (ur. 2 kwietnia 1958 w Dublinie) – irlandzka psycholog i działaczka społeczna, senator, kandydatka w wyborach prezydenckich w 2018.

## Życiorys
Urodziła się w Dublinie w rodzinie wielodzietnej. Do czasu zawarcia małżeństwa pracowała w przedsiębiorstwie wytwarzającym produkcje wideo. Później zajęła się wychowywaniem dzieci. Powróciła do aktywności zawodowej jako doradca małżeński, uzyskała magisterium z psychologii w systemie kształcenia na odległość na Open University. Prowadziła następnie prywatną praktykę jako psycholog. W 2006 założyła Pieta House, organizację społeczną zajmującą się przeciwdziałaniu samobójstwom i samookaleczeniom. Pierwsze centrum powstało w stołecznej dzielnicy Lucan, w kolejnych latach otwierano nowe ośrodki (również poza Dublinem). W 2015 Joan Freeman wyjechała do Nowego Jorku, gdzie zainicjowała powstanie podobnej instytucji pod nazwą Solace House.
W 2016 premier Enda Kenny powołał ją w skład Seanad Éireann. W 2018 zadeklarowała swój start w wyborach prezydenckich; rejestrację jej kandydatury umożliwiło uzyskanie poparcia ze strony czterech władz samorządu terytorialnego. W wyborach z 26 października otrzymała blisko 6% głosów poparcia w pierwszej turze liczenia głosów, zajmując 5. miejsce wśród 6 kandydatów.

## Życie prywatne
Od 1982 zamężna z Patrickiem Freemanem, ma czwórkę dzieci.